# Golfbaan Naarderbos
Golfbaan Naarderbos was een openbare Nederlandse golfclub in Naarden.
Golfbaan Naarderbos was een 18 holes golfbaan gelegen op het gebied Naarderbos en ligt langs het Gooimeer in Naarden. De baan was een ontwerp van golfbaanarchitect Gerard Jol. Het noodgebouw, dat jarenlang dienstdeed als clubgebouw, werd in 2009 vervangen door een nieuw clubhuis, waarin ook ruimte is voor fitness en een zwembad.
Het landschap van de golfbaan in het Naarderbos heeft plaatselijk 15m hoogteverschil, waardoor veel holes heuvelig zijn. Dit maakt dat het een lastige baan om te bespelen is.
Op de drivingrange worden speciale ballen gebruikt, waarmee men naar een waterpartij slaat, waarin zich drijvende doelen bevinden.

## Twin Tour
In samenwerking met Spaarnwoude heeft Naarderbos de Twin Tour opgezet. Dit is een kleine competitie, waarbij 20 keer op zaterdagmiddag een 9holes wedstrijd kan worden gespeeld. Deelnemers moeten minstens 4x hebben meegedaan, dat wil zeggen tweemaal op iedere baan. Zo kunnen mensen die geen lid zijn van een club, toch af en toe een wedstrijd spelen.

## PGA Holland
Op 19 januari 2010 hebben Frank Kirsten, voorzitter van de PGA Holland, en GMG Golf een overeenkomst getekend waarmee Naarderbos de thuisbasis is geworden van de PGA. Het clubhuis is multifunctioneel en biedt hiervoor alle ruimte.

## Exploitatie
Sinds de opening in 2003 kende de golfbaan diverse eigenaren en exploitanten. Tot februari 2011 was de exploitatie in handen van Golf Management Group. GMG had ambitieuze plannen maar ging uiteindelijk failliet. Ingenieursbedrijf Grontmij, de eigenaar van de grond, nam zelf de exploitatie ter hand omdat anderen geen belangstelling toonden. In 2012 realiseerde Naarderbos een omzet van € 2,3 miljoen.
Medio 2013 werd bekend dat Grontmij de golfbaan had verkocht aan Flevo Invest, een groep private investeerders met Floor Mouthaan als grootste aandeelhouder, voor in totaal € 5,8 miljoen. Daarvan ontvangt Grontmij € 4,25 miljoen aan contanten en de rest in de vorm van een lening. De opbrengst zal Grontmij gebruiken ter verlaging van de schulden. De verkoop zou naar verwachting afgerond worden in het derde kwartaal van 2013. In april 2014 procedeerde Grontmij tegen de kopers van de golfbaan. Flevo Invest heeft de financiering nog niet rond en Grontmij wil met de rechtszaak bereiken dat Flevo Invest de golfbaan alsnog snel afneemt. Eind april besloot de rechtbank dat Flevo Invest binnen 14 dagen een bedrag van  € 4,5 miljoen moest betalen, onder last van een dwangsom van € 10.000 per dag. Sindsdien is Flevo Invest er niet in geslaagd de transactie af te ronden waarop Grontmij de verkoopovereenkomst heeft ontbonden. Het bedrijf wil de golfbaan nog altijd verkopen en gaat daarom het gesprek aan met andere geïnteresseerde partijen. Grontmij zal proberen de in deze zaak gemaakte kosten op Flevo Invest te verhalen. Juni 2017 werd bekend dat Nedstede Leisure, onderdeel van Nedstede Holding, de exploitatierechten van de golfbaan, het strand en het openbaar gebied heeft overgenomen en de intentie heeft het gebied door te ontwikkelen. Nedstede is onder meer eigenaar van Oud Valkeveen en De Vechtsebanen.
In 2022 zijn er voorstellen de baan te veranderen in een natuurgebied.